# Ontamojärvi
Ontamojärvi är en sjö i Finland. Den ligger i kommunen Pudasjärvi i landskapet Norra Österbotten, i den centrala delen av landet, 600 km norr om huvudstaden Helsingfors. Ontamojärvi ligger 108,2 meter över havet. Arean är 2,98 kvadratkilometer och strandlinjen är 12,62 kilometer lång. Sjön  ingår i Ijo älvs huvudavrinningsområde. 
I övrigt finns följande vid Ontamojärvi:
- Kaakkurinjärvi (en sjö)